# Nigel de Jong
Nigel de Jong (Ámsterdam, 30 de noviembre de 1984) es un exfutbolista neerlandés. Jugaba como centrocampista defensivo y su último equipo fue el Al-Shahaniya S. C. de la Qatar Stars League. Fue conocido por su forma rústica de jugar, destacando en equipos como el Manchester City y el Milan. 
Es hijo del exinternacional neerlandés Jerry de Jong.

## Trayectoria
Llegó al primer equipo después de pasar por las categorías inferiores del Ajax Ámsterdam desde los nueve años. Irrumpió en el primer equipo del Ajax en la temporada 2002/03 con cortos 17 años. Jugó 17 partidos en la Eredivisie y 10 partidos en la Liga de Campeones de la UEFA. En los inicios de la temporada 2003/04 fue reserva, pero se hizo con el puesto de titular tras la lesión del defensa tunecino Hatem Trabelsi. Fue titular en 23 partidos, con lo que contribuyó a ganar la liga en 2004.
Reconvertido en mediocampista, comienza a ser un jugador habitual, contribuyendo a obtener el subcampeonato con los ajacied en 2005. Desde 2005 se unió al Hamburger SV, club alemán donde militaba también su compatriota Rafael van der Vaart. Anotó el gol del empate con el cual su equipo se clasificó a la Liga de Campeones, de la temporada 2006/07, ante el CA Osasuna español. 
El 21 de enero de 2009 se dio a conocer su traspaso al Manchester City por 18 millones de euros. El neerlandés tuvo un papel protagonista en la primera temporada pero pasó a la suplencia en las 2 siguientes.
El jueves 30 de agosto de 2012 De Jong fichó por el AC Milan por 5,5 millones de euros; 4 millones de euros fijos y 1,5 millones de euros en variables.
En enero de 2016 fichó por Los Ángeles Galaxy después de jugar poco en el Milan la mitad de la temporada.
En enero de 2018 fichó por el 1. FSV Maguncia 05. En el club alemán solo estuvo 6 meses ya que al término de la temporada firmó por el Al-Ahli.
En agosto de 2019 firmó con el Al-Shahaniya SC.

## Selección nacional

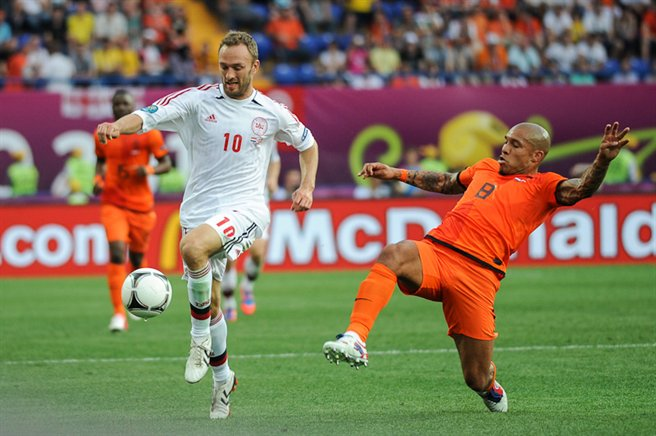
De Jong en el partido contra Dinamarca de la Eurocopa 2012.

Con la selección absoluta debutó el 31 de marzo de 2004 en el empate sin goles ante Francia, ingresando a los 67 minutos de partido en reemplazo de Rafael van der Vaart. De esta manera se convirtió en el séptimo jugador en la historia cuyo padre también jugó en la selección neerlandesa. Sin embargo, el entrenador Dick Advocaat no le convocó en junio para la Eurocopa de 2004 disputada en Portugal.
Tras la salida de Advocaat y la llegada de Marco van Basten como nuevo entrenador neerlandés, de Jong comenzó a ser fijo en las convocatorias de su selección. El 8 de septiembre jugó su primer partido oficial, siendo titular en la victoria por 2-0 sobre República Checa en las clasificatorias al Mundial de Alemania 2006. En la fase de clasificación disputó 7 partidos, contribuyendo a que su selección se clasificara sin mayor dificultad al Mundial tras terminar en el primer lugar del Grupo 1 con 32 puntos. Sin embargo, una lesión sufrida en la rodilla en abril de 2006 provocó que a pesar de ser incluido en la lista preliminar, finalmente no fuera convocado en la lista de 23 jugadores que disputarán el Copa Mundial de Alemania 2006. De esta forma, se mantuvo entrenando como reserva hasta último momento junto a Stijn Schaars en caso de que un jugador de la lista sufriera una lesión, cosa que no ocurrió.
Tras el Mundial, de Jong siguió siendo considerado en la selección por Marco van Basten. En las clasificatorias a la Eurocopa 2008 fue convocado frecuentemente disputando 5 partidos, en la cual los Países Bajos clasificó tras culminar en el segundo lugar del Grupo D con 26 puntos detrás de Rumania, superando por un solo punto a Bulgaria. Durante este periodo, De Jong comenzó a ganar lentamente la titularidad en el mediocampo de la "Naranja Mecánica".
En mayo de 2008 fue incluido por Marco van Basten en la nómina de 23 jugadores para disputar la Eurocopa 2008 a realizarse en Austria y Suiza. El 9 de junio fue titular en el debut en la competición frente a Italia, vigente campeón mundial, a quien derrotaron con un categórico 3-0. En el segundo encuentro fue titular en la victoria por 4-1 a Francia, en ese entonces subcampeón mundial del 2006, victoria que aseguró la clasificación a los cuartos de final. No vio acción en el último partido de la fase de grupos frente a Rumania, en un encuentro en que la selección neerlandesa ganó por 2-0 alineando en su mayoría a jugadores suplentes. Tras clasificar como líder absoluto del Grupo C con 9 puntos, el 21 de junio debieron enfrentar a Rusia en cuartos de final, quienes dirigidos por el neerlandés Guus Hiddink, les eliminaron del torneo tras vencerles por 1-3 en la prórroga. En la competición, de Jong fue titular en los tres partidos que disputó de los cuatro que jugó su selección, haciendo dupla en el mediocampo junto a Orlando Engelaar.
La federación neerlandesa decidió apartarle de la selección nacional por reiteradas acciones de juego duro (como la patada en el pecho a Xabi Alonso en la final del Mundial 2010 o la entrada que realizó a Ben Arfa y que provocó la fractura de tibia y peroné de este último) el 4 de octubre de 2010.
El 13 de mayo de 2014, de Jong fue incluido por el entrenador de la selección de los Países Bajos, Louis van Gaal en la lista preliminar de 30 jugadores que representarán a ese país en la Copa Mundial de Fútbol de 2014 en Brasil. Finalmente fue confirmado en la nómina definitiva de 23 jugadores el 31 de mayo.
Su último partido por la selección neerlandesa fue el 28 de marzo de 2015, frente a Turquía en el empate por 1-1, por la clasificación para la Eurocopa 2016, campeonato en el cual Países Bajos no clasificó.

### Participaciones en Copas del Mundo
| Copa              | Sede      | Resultado    | Partidos | Goles |
| ----------------- | --------- | ------------ | -------- | ----- |
| Copa Mundial 2010 | Sudáfrica | Subcampeón   | 6        | 0     |
| Copa Mundial 2014 | Brasil    | Tercer lugar | 5        | 0     |

### Participaciones en Eurocopas
| Copa          | Sede              | Resultado        | Partidos | Goles |
| ------------- | ----------------- | ---------------- | -------- | ----- |
| Eurocopa 2008 | Austria · Suiza   | Cuartos de final | 3        | 0     |
| Eurocopa 2012 | Polonia · Ucrania | Primera fase     | 3        | 0     |

## Estadísticas

### Clubes
| Club                             | Temporada     | Div.          | Liga  | Liga  | Copas nacionales | Copas nacionales | Copa de la Liga | Copa de la Liga | Torneos internacionales | Torneos internacionales | Total | Total |
| Club                             | Temporada     | Div.          | Part. | Goles | Part.            | Goles            | Part.           | Goles           | Part.                   | Goles                   | Part. | Goles |
| -------------------------------- | ------------- | ------------- | ----- | ----- | ---------------- | ---------------- | --------------- | --------------- | ----------------------- | ----------------------- | ----- | ----- |
| Ajax de Ámsterdam · Países Bajos | 2002-03       | 1.ª           | 17    | 0     | 0                | 0                | 0               | 0               | 10                      | 1                       | 27    | 1     |
| Ajax de Ámsterdam · Países Bajos | 2003-04       | 1.ª           | 32    | 2     | 0                | 0                | 0               | 0               | 5                       | 0                       | 37    | 2     |
| Ajax de Ámsterdam · Países Bajos | 2004-05       | 1.ª           | 31    | 5     | 0                | 0                | 0               | 0               | 8                       | 1                       | 39    | 6     |
| Ajax de Ámsterdam · Países Bajos | 2005-06       | 1.ª           | 16    | 2     | 0                | 0                | 0               | 0               | 7                       | 3                       | 23    | 5     |
| Ajax de Ámsterdam · Países Bajos | Total         | Total         | 96    | 9     | 0                | 0                | 0               | 0               | 30                      | 5                       | 126   | 14    |
| Hamburgo S.V. · Alemania         | 2005-06       | 1.ª           | 12    | 1     | 0                | 0                | 0               | 0               | 3                       | 0                       | 15    | 1     |
| Hamburgo S.V. · Alemania         | 2006-07       | 1.ª           | 18    | 1     | 0                | 0                | 0               | 0               | 5                       | 1                       | 23    | 2     |
| Hamburgo S.V. · Alemania         | 2007-08       | 1.ª           | 29    | 1     | 0                | 0                | 0               | 0               | 6                       | 1                       | 35    | 2     |
| Hamburgo S.V. · Alemania         | 2008-09       | 1.ª           | 7     | 0     | 2                | 0                | 0               | 0               | 2                       | 0                       | 11    | 0     |
| Hamburgo S.V. · Alemania         | Total         | Total         | 66    | 3     | 2                | 0                | 0               | 0               | 16                      | 2                       | 84    | 5     |
| Manchester City F. C. Inglaterra | 2008-09       | 1.ª           | 16    | 0     | 0                | 0                | 0               | 0               | 0                       | 0                       | 16    | 0     |
| Manchester City F. C. Inglaterra | 2009-10       | 1.ª           | 34    | 0     | 3                | 0                | 5               | 0               | 0                       | 0                       | 42    | 0     |
| Manchester City F. C. Inglaterra | 2010-11       | 1.ª           | 32    | 1     | 4                | 0                | 0               | 0               | 5                       | 0                       | 41    | 1     |
| Manchester City F. C. Inglaterra | 2011-12       | 1.ª           | 21    | 0     | 1                | 0                | 4               | 1               | 9                       | 0                       | 36    | 1     |
| Manchester City F. C. Inglaterra | 2012-13       | 1.ª           | 1     | 0     | 0                | 0                | 0               | 0               | 0                       | 0                       | 2     | 0     |
| Manchester City F. C. Inglaterra | Total         | Total         | 104   | 1     | 8                | 0                | 9               | 1               | 15                      | 0                       | 137   | 2     |
| A. C. Milan · Italia             | 2012-13       | 1.ª           | 12    | 1     | 0                | 0                | 0               | 0               | 4                       | 0                       | 16    | 1     |
| A. C. Milan · Italia             | 2013-14       | 1.ª           | 33    | 2     | 1                | 0                | 0               | 0               | 10                      | 0                       | 44    | 2     |
| A. C. Milan · Italia             | 2014-15       | 1.ª           | 29    | 3     | 1                | 1                | 0               | 0               | 0                       | 0                       | 30    | 4     |
| A. C. Milan · Italia             | 2015-16       | 1.ª           | 5     | 0     | 1                | 0                | 0               | 0               | 0                       | 0                       | 6     | 0     |
| A. C. Milan · Italia             | Total         | Total         | 79    | 6     | 3                | 1                | 0               | 0               | 14                      | 0                       | 96    | 7     |
| L. A. Galaxy Estados Unidos      | 2016          | 1.ª           | 14    | 0     | 0                | 0                | 1               | 0               | 2                       | 0                       | 16    | 0     |
| Galatasaray S. K. Turquía        | 2016-17       | 1.ª           | 18    | 1     | 6                | 0                | 0               | 0               | 0                       | 0                       | 24    | 1     |
| Galatasaray S. K. Turquía        | 2017-18       | 1.ª           | 0     | 0     | 0                | 0                | 0               | 0               | 0                       | 0                       | 0     | 0     |
| Galatasaray S. K. Turquía        | Total         | Total         | 18    | 1     | 6                | 0                | 0               | 0               | 0                       | 0                       | 24    | 1     |
| 1. F.S.V. Mainz 05 · Alemania    | 2017-18       | 1.ª           | 11    | 0     | 1                | 0                | 0               | 0               | 0                       | 0                       | 12    | 0     |
| Al Ahli S. C. Catar              | 2018-19       | 1.ª           | 21    | 4     | 0                | 0                | 0               | 0               | 0                       | 0                       | 21    | 4     |
| Al-Shahaniya S. C. Catar         | 2019-20       | 1.ª           | 23    | 0     | 0                | 0                | 4               | 1               | 0                       | 0                       | 27    | 1     |
| Total carrera                    | Total carrera | Total carrera | 384   | 20    | 21               | 1                | 10              | 0               | 73                      | 7                       | 496   | 29    |

## Palmarés

### Títulos nacionales
| Título                        | Club                  | País         | Año  |
| ----------------------------- | --------------------- | ------------ | ---- |
| Eredivisie                    | Ajax de Ámsterdam     | Países Bajos | 2004 |
| Supercopa de los Países Bajos | Ajax de Ámsterdam     | Países Bajos | 2005 |
| FA Cup                        | Manchester City F. C. | Inglaterra   | 2011 |
| Premier League                | Manchester City F. C. | Inglaterra   | 2012 |
| Community Shield              | Manchester City F. C. | Inglaterra   | 2012 |

### Distinciones individuales
| Distinción                            | Año  |
| ------------------------------------- | ---- |
| Jugador del Año del Ajax de Ámsterdam | 2005 |